# Schultzichthys
Schultzichthys is een geslacht van straalvinnige vissen uit de familie van de parasitaire meervallen (Trichomycteridae).

## Soorten
- Schultzichthys bondi (Myers, 1942)
- Schultzichthys gracilis Dahl, 1960